# Буда Кашаљова
Буда Кашаљова (блр. Буда-Кашалёва; рус. Бу́да-Кошелёво) или само Буда је град у Гомељској области на југоистоку Републике Белорусије, и административни је центар Буда-Кашаљовског рејона. 
Град лежи на железничкој траси која повезује градове Гомељ и Жлобин. У граду се налази виша агротехничка школа.

## Географија
Град се налази на око 48 км северозападно од административног центра области Гомеља, односно на око 256 км југоисточно од главног града земље Минска. 

## Историја
Писани извори из 1824. помињу село Буда које се налазило у саставу Кашаљовске сеоске општине Рагачовског округа Могиљовске губерније. Крајем XIX века у насељу је живело око 500 становника.
Буда Кашаљова је 1938. административно уређена као варошица, а од 1971. има статус града.

## Демографија
Према резултатима пописа становништва из 2009. у граду су живела 9.134 становника.
| 1969. | 1991. | 2009. |
| ----- | ----- | ----- |
| 7.200 | 8.900 | 9.134 |